# Ilnacora illini
Ilnacora illini är en insektsart som beskrevs av Knight 1941. Ilnacora illini ingår i släktet Ilnacora och familjen ängsskinnbaggar. Inga underarter finns listade i Catalogue of Life.